# Kafr Qallil
Kafr Qallil (àrab: كفر قلّيل, Kafr Qallīl) és un vila palestina de la governació de Nablus, a Cisjordània, al nord de la vall del Jordà, 4 kilòmetres al sud de Nablus. Segons l'Oficina Central Palestina d'Estadístiques tenia 2.491 habitants en 2007.